# Saint-Gildas
Saint-Gildas è un comune francese di 302 abitanti situato nel dipartimento delle Côtes-d'Armor nella regione della Bretagna.

## Società

### Evoluzione demografica
Abitanti censiti